# Општина Витанешти (Телеорман)
Витанешти (рум. Vităneşti) општина је у Румунији у округу Телеорман.
Oпштина се налази на надморској висини од 73 m.